# Here We Go Again: Celebrating the Genius of Ray Charles
Here We Go Again: Celebrating the Genius of Ray Charles è un album dal vivo collaborativo del cantante di musica country Willie Nelson e del trombettista jazz Wynton Marsalis, pubblicato nel 2011.

## Tracce
1. Hallelujah I Love Her So – 4:54 (Don Lanier, Red Steagall)
2. Come Rain or Come Shine (featuring Norah Jones) – 3:52 (Harold Arlen, Johnny Mercer)
3. Unchain My Heart – 5:35 (Teddy Powell, Bobby Sharp)
4. Cryin' Time (featuring Norah Jones) – 4:32 (Buck Owens)
5. Losing Hand – 5:16 (Charles Calhoun)
6. Hit the Road Jack (featuring Norah Jones) – 7:45 (Percy Mayfield)
7. I'm Moving On – 5:44 (Hank Snow)
8. Busted – 3:52 (Harlan Howard)
9. Here We Go Again (featuring Norah Jones) – 5:10 (Don Lanier, Red Steagall)
10. Makin' Whoopee (featuring Norah Jones) – 4:54 (Gus Kahn, Walter Donaldson)
11. I Love You So Much It Hurts – 2:52 (Floyd Tillman)
12. What'd I Say (featuring Norah Jones) – 6:11 (Ray Charles)

## Formazione
- Willie Nelson – chitarra (1–9, 12), voce (1, 3–9, 11, 12)
- Wynton Marsalis – tromba, arrangiamenti, voce (6, 8, 12)
- Norah Jones – voce (2, 4, 6, 9, 10, 12)
- Dan Nimmer – piano
- Carlos Henríquez – basso
- Walter Blanding – sassofono tenore, voce (6)
- Mickey Raphael – armonica
- Ali Jackson – batteria, percussioni